# 张岐 (弘治进士)
張岐（1462年—？），字宗周，江西饒州府鄱陽縣人，民籍，明朝政治人物。

## 生平
弘治二年（1489年）己酉科江西鄉試第二十名，弘治十五年（1502年）壬戌科三甲第一百零六名進士。初知貴池縣，弘治十七年（1504年）任直隸华亭县知县一职。升刑部主事，历升南京工部郎中，正德十年（1515年）四月升广东布政司左参议，十二年正月考察，以有疾致仕。

## 家族
曾祖父張穀政；祖父張驥，曾任教諭；父張武安。母許氏。永感下。